# Калифорнија, Баранка де Калифорнија (Томатлан)
Калифорнија, Баранка де Калифорнија (шп. California, Barranca de California) насеље је у Мексику у савезној држави Халиско у општини Томатлан. Насеље се налази на надморској висини од 840 м.

## Становништво
Према подацима из 2010. године у насељу је живео 1 становник.

### Хронологија
| Година       | 2000         | 2005         | 2010 |
| ------------ | ------------ | ------------ | ---- |
| Становништво | 53 (28 / 25) | 22 (11 / 11) | 1    |

### Попис
| # | Индикатор                     | Вредност |
| - | ----------------------------- | -------- |
| 1 | Укупно домаћинстава           | 3        |
| 2 | Укупно насељених домаћинстава | 1        |
| 3 | Величина локације             | 1        |